# 豊薩合戦
豊薩合戦（ほうさつかっせん）は、天正14年（1586年）から天正15年（1587年）にかけて行なわれた豊後国の大友氏と、薩摩国・大隅国・日向国の島津氏とのあいだの戦争である。天正の役、天正の戦とも呼ばれ、豊臣秀吉による九州平定のきっかけとなった。

## 天正年間の大友・島津の関係
天正6年（1578年）10月、大友家当主・大友義統と隠居の父・宗麟は日向の伊東義祐の要請を受けて大軍を率いて南下を開始した。しかし日向高城川（小丸川）で島津義久軍に敗北し佐伯惟教・惟直父子や吉岡鎮興ら多くの将兵を失うこととなり、宗麟らは豊後に一時後退した（耳川の戦い）。
この敗北で、それまで大友家に従属していた肥前の龍造寺隆信が離反して自立した。また、筑前でも秋月種実や筑紫広門らが離反して島津家に転じた。さらに大友庶家の重鎮である田原親宏や田原親貫、田北紹鉄らも大友家に対して反乱を起こし、これまで豊後・筑前・肥前・筑後・豊前・肥後の6カ国にまたがっていた大友領で次々と反乱が起こった。
一方、島津家は耳川の勝利を契機に薩摩・大隅・日向の一部を押さえ、肥後にも手を伸ばし始めるなど、大友家に対する圧迫を強めていた。これに対し大友家では、領内で反乱が相次いでいるため単独で対抗できなかったので、当時中央で勢力を広げていた織田信長に接近していき、大分府内城を退去した後も屈強に抵抗し各地で島津軍を撃退している。天正7年（1579年）には信長を通じて義統の官位を叙任してもらい、天正8年（1580年）には信長の仲介のもと、義久との間に「豊薩和睦之儀」を成立させた。
だが、天正10年（1582年）6月に本能寺の変で信長が明智光秀の謀反によって自害すると豊薩和睦は消滅、天正12年（1584年）3月には隆信が島津軍に敗れて戦死し（沖田畷の戦い）、嫡男の政家が島津家に降り耳川以降に成立していた大友氏・龍造寺氏・島津氏の九州三者鼎立時代は終焉した。大友氏と島津氏が九州の覇権を争う二者並立時代となった。
隆信の戦死後、宗麟は島津家の勢力伸張を抑えるため、立花道雪・高橋紹運らの筑前勢を筑後に進出させた。これに対して義久は大友家に従属する肥後の阿蘇氏を攻撃（阿蘇合戦）、また種実や龍造寺家晴らを筑後に進出させて道雪らと高良山で対陣させた。だが、この対陣中の天正13年（1585年）9月11日、道雪が高齢のために陣没し、大友軍は筑前に撤退する。道雪の死は家運が傾いた大友家の大黒柱の崩壊であった。このため、宗麟は中央で信長の天下統一事業を受け継いでいた豊臣秀吉に臣従を誓うことで援軍を要請。だが、秀吉は三河の徳川家康と交戦状態だったため、当時は援軍を派遣することは不可能な状態にあった。そのため、秀吉は信長と同じように政治的に仲介することで豊薩和睦を行なおうとした。
当時の豊臣秀吉は公家五摂家のひとつと言われる近衛氏の猶子であり、また島津氏は1185年以来、近衛氏の荘官であったにもかかわらず、義久は和睦を断った。

## 島津の侵略

### 筑前侵攻
島津家では道雪の死を契機に筑前進出を行なった。大友家の本国である豊後に攻め込むには筑前には有力な大友方である立花山城の立花宗茂（統虎）や岩屋城の高橋紹運、宝満城の高橋統増（立花直次）らが存在しており、これらを討たなければ豊後攻略の際の妨害になる可能性があったためである。
1586年（天正14年）7月14日、義久は従弟で老中かつ大隅串良地頭を務める島津忠長を総大将とした島津軍で、岩屋城を攻撃した。岩屋城は紹運の奮戦空しく落城したが、島津軍はこの城攻めでかなりの死傷者を出し、宝満城は落としたものの、立花山城は宗茂の奮戦により落とせず、また島津軍の消耗も激しく薩摩に撤退した。
紹運の死で大友家の筑前勢の脅威は払拭され、軍を立て直した島津家は天正14年（1586年）10月中旬に島津義弘（義珍）の3万が肥後路から、島津家久の1万が日向路からそれぞれ侵略を開始した。

### 豊後侵攻
義弘の3万は肥後路から豊後に攻め入った。この島津氏の侵略で大友氏重臣の入田義実と志賀親度が寝返り、義弘の先導役を務めた。
10月22日に志賀親次の家臣である佐田常任が守る高城を水の手を断ち切ることで陥落させたのを手始めに、鳥岳城（堀相模守は戦死）・津賀牟礼城（戸次統貞は降伏）・高尾城（堀中務は降伏）など大野郡における諸城を攻略した。他にも片ヶ瀬城・田中城・小牧城などが陥落するが、親度の嫡男である太郎親次の守る岡城は陥落しなかった。岡城が大野川と稲葉川と玉来川という天然の堀に守られた標高80メートルの山城であるという利点と親次の奮戦に、島津軍も手を焼いたのである。

### 駄原城の戦い
岡城には押さえの兵を残し、義弘はその支城の攻略を行なった。だが、騎牟礼城攻略には失敗し駄原城では朝倉一玄の奇略（どんな装置なのか史料がないので不明だが、留守の火縄という城が突然燃え上がるような装置を作り出したとされる。）で島津軍の逆瀬豊前守が戦死した。笹原目城では阿南惟秀の謀略にかかって白坂石見守が戦死するなどした。

### 山野城の戦い
義弘本隊の主力を指揮する新納忠元は南山城を落として直入郡に入り、山野城の朽網鑑康を攻めた。鑑康はすでに85歳の高齢だったが、島津軍に果敢に立ち向かった。支城の三船城が島津に落とされてもひるまなかったが、12月23日に鑑康は死去してしまった。山野城は12月24日に鑑康の遺児・鎮則が降伏して開城した。

### 朝日岳城・栂牟礼城の戦い
日向路から豊後に攻め入った家久軍の最前線である朝日岳城を守るのは大友氏の重臣である柴田紹安であったが、この紹安は戦わずして降伏した。このため、佐伯惟定（惟直の子）の栂牟礼城が最前線となり、その惟定は11月4日に八幡山で伊東家客将・山田宗昌の支援を受けて、家久が差し向けた土持親信軍と野戦で戦い、兵力で不利にもかかわらず奮戦し勝利した（堅田合戦）。大友氏では戦わずして降伏した柴田紹安に対して佐伯惟定を差し向け、また家久も紹安の翻意を疑って重用せず、紹安が居城の星河城に援軍を差し向ける要請をしても応じなかった。もともと、島津氏への降伏自体が紹安の単独行動だったようであり、12月4日に佐伯惟定に内応した武将によって星河城は落城して柴田一族は殺戮された。紹安は援軍を送らなかった家久を恨み、島津氏に叛旗を翻したが、すぐに鎮圧されて殺された。

### 因尾砦の戦い
12月、番匠川沿いに北上して栂牟礼城を目指した。ところが、在地農民が島津軍の到来を知り、因尾砦に立て籠もって徹底抗戦。島津軍は砦を落とせず敗北し撤退に追い込まれた。囲岳の穴囲砦ともいい、石落としの仕掛けで、島津軍は敗走した。

### 鶴賀城の戦い
佐伯惟定、山田宗昌の奮戦で栂牟礼城の攻略をあきらめた家久は、鶴賀城に兵を向けた。この鶴賀城は大友宗麟の臼杵城（丹生島城）と義統の府内城の中間に位置する要衝で、守るのも大友家で勇将の誉れ高い利光宗魚であった。利光宗魚は兵力で圧倒的に不利でありながら、11月26日には家久軍に夜襲をかけるなどして島津軍を翻弄した。家久も12月3日に総攻撃をかけて宗魚の腹心である佐藤美作守を討ち取るなど、一進一退の攻防が続いた。12月6日には家久軍の猛攻で三の丸・二の丸を落とされて利光方の朝見景治が戦死。12月7日には残る本丸の攻防戦で宗魚が戦死する。しかし利光方は宗魚の弟の成大寺豪永が徹底抗戦して落城は免れた。

### 戸次川の戦い
鶴賀城の援軍要請を受けた義統は、直ちに援軍に赴くことにした。このとき、府内城には大友軍のほか秀吉が援軍の先発隊として送り出した讃岐十河城の十河存保、土佐の長宗我部元親・信親父子、そして軍監の讃岐高松城の仙石秀久などの軍勢が集結しており、総勢では家久軍を上回る大軍となっていた。12月12日、大友軍は鶴賀城の西にある戸次川（大野川）の対岸にある鏡城に陣を置いた。ところが、ここで開かれた軍議で秀久が強硬に出撃を主張した。それに対して、存保や元親父子らは慎重策を主張して両者は対立した。もともと、仙石氏・十河氏・長宗我部氏らは四国でそれぞれ戦った面々でしこりが残っており、団結など望めず結果的に鶴賀城を救援したい義統の主張や秀吉直臣の軍監という権威があった秀久の強硬論により大友軍は出撃する。
だが、家久は釣り野伏せ戦法で伊集院久宣に殿軍を任せてわざと退却していった。その一方で自らと新納大膳、山田有信らの部隊を伏兵として控えさせており、大友軍が久宣を追撃して応当村まで到達するとここに伏せていた家久・大膳・有信らが一斉に打って出た。しかも退却していた久宣軍も引き返して反攻したため、大友軍は四方から取り囲まれて敗北を喫した。存保・信親・戸次統常らが戦死してしまう。この敗北で鶴賀城は家久に降伏した。

### 府内城の戦い
戸次川の勝利で勢いに乗った家久は鏡城や小岳城を落として北上し、12月13日には大友家の府内城を落とした。わずか1日で落とせたのは、事前に義統が兵力温存の為に戦わず北走し豊前との国境に近い高崎山城に入城した為である（当時、豊前には毛利輝元と軍監の黒田孝高がおり、これらに援軍を要請している）。

### 丹生島城、臼杵城の戦い
武宮親實の臼杵城は、丹生島城ともいい、その名のとおり、草履型の丹生島にある城で干潮時にだけ対岸と陸続きとなる城だった（現在の臼杵市丹生島の公園は埋め立てられたものである。）。つまり、干潮時か水軍がないと攻められない城というわけである。家久軍は兵力で優勢だったが攻めようがなく、
また臼杵城は国崩と名づけたポルトガル伝来の大砲を使って家久軍を翻弄した。家久は撤退を余儀なくされた。

### 龍王城、松ヶ尾城の戦い
家久はまた、大分郡の要衝である大友義統の龍王城も落とせなかった。
ただ、古来武家の大津留鎮益らは上記の龍王城の増援に向かわずを得ず、自らの松箇尾城はその留守中に陥落したとされている。
松箇尾城　阿南郷　大津留村　在。天正之戦。城将鎮益　橋爪某與　大友義統従　豊前龍王城　在。武宮親實　臼杵城　在。故　三家支族　共興之の拠。遂　其全　得。—『豊後国志』

### 鶴崎城の戦い
家久は臼杵城の支城である鶴崎城の攻略を伊集院久宣・野村文綱・白浜重政に任せている。当時の鶴崎城主は吉岡統増（鎮興の子）であったが、統増は臼杵城に詰めており、守っていたのはその母である尼僧の吉岡妙林であった。ところが妙林は落とし穴戦法など巧みな戦術で島津軍に多大な損害を与えた。が、兵糧が尽きて降伏する。このとき島津軍と城方は宴会を開いて久闊を祝したが、天正15年（1587年）3月に家久から撤退命令が届いた。秀吉は前年末に徳川家康を上洛させることで臣従させており、畿内の大軍を九州に派遣したのである。このため、島津軍は撤退することになったが妙林は反撃の機会を待っていたため、島津軍が乙津川あたりに到達したときに奇襲をかけた。この奇襲で久宣と重政が戦死し、文綱も戦傷を負い、後にこれがもとで死んだ。
鶴崎城　高田郷　鶴崎村。吉岡掃部介　之拠。天正之戦。其母　奇計　以　薩之三将　欺　効有。即此。事于下　具。—『豊後国志』

### 船ヶ尾城・繁美城の戦い
船ヶ尾城では、新納久将が送り込んだ間者が火を放ち、風早印幡、斎藤将監の両将ともに死亡した。義弘本隊はまた大分郡の繁美城を落とした。
船箇尾城　阿南郷 富村 在。天正之戦。風早印幡、斎藤将監　之拠。薩将　新納久将　拒。既而　城中　間有。遂　焔。二将死　于此敗。—『豊後国志』

### 日出城の戦い
大神仙介が監督して建武時代に築城された速見郡大神郷の日出城もまた火を放たれて陥落した。常陸介大神鎮正の子の紀伊守統氏が戦死した。豊後国の大神氏はこのことで滅びたと言われている。
日出城　天正十四年　島津義久　来攻。戦敗　城焔。其子　紀伊守統氏　力戦　而死。鎮正弟　鎮氏　代立。—『豊後国志』
義弘本隊は玖珠郡などの平定も行なっていた。ところが、岡城の志賀親次が巧みなゲリラ戦を行なって義弘本隊を足止めし、やむなく義弘は新納忠元に別動隊を編成させて両郡の平定を行なわせた。結果的に乾城や玖珠城、城ヶ尾城などを陥落させた。

### 角牟礼城の戦い
角理山の角牟礼城では、森五郎左衛門鑑高が指揮をとり、魚返・中島・志津利氏などの玖珠郡衆が籠城した。弓矢の名手宿利外記もおり、島津軍は苦戦して撤退した。

### 日出生城の戦い
日出生城では城主の帆足鑑直が妻の鬼御前と出撃し、角牟礼城で敗れて休憩していた忠元軍を奇襲した。忠元軍は狼狽して忠元自身も負傷して敗走した。

### 日向根城坂の戦い
天正14年（1586年）末、秀吉は徳川家康を上洛させて臣従を確認すると、翌天正15年（1587年）から大軍を九州に差し向けた。このため、島津軍は3月には撤退をすることになり、4月に日向根城坂の戦いにおいて完敗した島津軍は、木食応其の仲介のもと、豊臣氏に降伏した（九州平定）。

### その後
豊後国の大友義統は、豊臣秀吉傘下の大名となるに至った。島津氏は、本領である薩摩・大隅2か国・日向諸県郡を除いて没収されることになる（九州国分）。近衛前久への仲介や交渉の結果、また島津豊久が朝鮮の役に出陣したことで、1596年、全領が安堵された。
また秀吉はその直後、島津氏に、天正の役の最中に島津氏が拉致した豊後国の男女は人身売買の対象とせず国に返すよう朱印状を送っている。
先年　於豊州　乱妨取之男女事、分領中　尋校、有次第帰国之議　可申付候、於隠置者、可為　越度候、并　人之売買　一切　可相止候。先年　雖被相定候、重而　被仰出候也。十一月二日（秀吉朱印）島津又七郎留守居—豊臣秀吉

## 関連作品
- 赤神諒『大友の聖将』（角川春樹事務所、2018年7月14日）ISBN 978-4758413268（臼杵城の戦いを題材とする小説）
- 赤神諒『妙麟』（光文社、2019年7月17日）ISBN978-4334912963（鶴崎城の戦いを題材とする小説）